# Mik Kaminski
Pour les articles homonymes, voir Kaminski.
Mik Kaminski (né Michael Kaminski le 2 septembre 1951 à Harrogate dans le Yorkshire) est un violoniste anglais, membre d'Electric Light Orchestra de 1973 à 1979.
Il apparaît sur les albums On the Third Day (1973), Eldorado (1974), Face the Music (1975), A New World Record (1976), Out of the Blue (1978) et Discovery (1979). En 1979, Jeff Lynne congédia violoniste et violoncellistes du groupe, mais Kaminski réapparut par la suite sur le single d'ELO Rock 'n' Roll Is King (1983).